# Tommy
Tommy — четвертий музичний альбом рок-гурту The Who. Вийшов 23 травня 1969 року на лейблах Track, Polydor у Британії і Decca, MCA у США. Альбом, здебільшого написаний гітаристом Пітом Таунсендом, є рок-оперою, яка розповідає історію Томмі Вокера, «глухого, німого та сліпого» хлопчика, включно з його життєвим досвідом і стосунками з родиною.
Таунсенд придумав концепцію Томмі після того, як познайомився з роботою Мехер Баби, і спробував перекласти вчення Баби на музику. Запис альбому розпочався у вересні 1968 року, але тривав шість місяців, оскільки матеріал потрібно було аранжувати та перезаписувати в студії. Після виходу, Томмі схвалили критики, які назвали його проривом The Who. Його схвалення трохи зменшилося в наступні роки; попри це, критики вважають його важливим і впливовим альбомом в історії рок-музики. The Who сприяли випуску альбому великим туром, включно з живою версією Tommy, який тривав протягом 1969 і 1970 років. Ключові концерти туру включали виступи у Вудстоку, фестивалі на острові Уайт 1969 року, Університеті Лідса, Метрополітен-опера House та фестиваль острова Уайт 1970 року. Живі виступи Томмі викликали похвалу критиків і пожвавили кар'єру гурту.
Згодом рок-опера розвинулася в інших версіях, включаючи постановку опери Сіетла в 1971 році, оркестрову версію Лу Рейзнера в 1972 році, фільм у 1975 році та бродвейський мюзикл у 1992 році. Оригінальний альбом був проданий тиражем 20 мільйонів копій і був введений до Зали слави Греммі. Він був кілька разів перевиданий на компакт-дисках, включаючи ремікс Джона Естлі в 1996 році та у 2003 році та 2013 році, включаючи раніше невидані демо та живий матеріал.
Альбом включений у Список 500 найкращих альбомів усіх часів за версією журналу Rolling Stone та 1001 альбом, які ви повинні почути, перш ніж померти.

## Список пісень
| Side one | Side one                                                       | Side one   |
| #        | Назва                                                          | Тривалість |
| -------- | -------------------------------------------------------------- | ---------- |
| 1.       | «Overture»                                                     | 3:50       |
| 2.       | «It's a Boy»                                                   | 2:07       |
| 3.       | «1921»                                                         | 3:14       |
| 4.       | «Amazing Journey»                                              | 3:25       |
| 5.       | «Sparks»                                                       | 3:45       |
| 6.       | «Eyesight to the Blind (The Hawker)» (Sonny Boy Williamson II) | 2:15       |

| Side two | Side two                        | Side two   |
| #        | Назва                           | Тривалість |
| -------- | ------------------------------- | ---------- |
| 1.       | «Christmas»                     | 5:30       |
| 2.       | «Cousin Kevin» (John Entwistle) | 4:03       |
| 3.       | «The Acid Queen»                | 3:31       |
| 4.       | «Underture»                     | 9:55       |

| Side three | Side three                   | Side three |
| #          | Назва                        | Тривалість |
| ---------- | ---------------------------- | ---------- |
| 1.         | «Do You Think It's Alright?» | 0:24       |
| 2.         | «Fiddle About» (Entwistle)   | 1:26       |
| 3.         | «Pinball Wizard»             | 3:50       |
| 4.         | «There's a Doctor»           | 0:25       |
| 5.         | «Go to the Mirror!»          | 3:50       |
| 6.         | «Tommy Can You Hear Me?»     | 1:35       |
| 7.         | «Smash the Mirror»           | 1:20       |
| 8.         | «Sensation»                  | 2:32       |

| Side four | Side four                           | Side four  |
| #         | Назва                               | Тривалість |
| --------- | ----------------------------------- | ---------- |
| 1.        | «Miracle Cure»                      | 0:10       |
| 2.        | «Sally Simpson»                     | 4:10       |
| 3.        | «I'm Free»                          | 2:40       |
| 4.        | «Welcome»                           | 4:30       |
| 5.        | «Tommy's Holiday Camp» (Keith Moon) | 0:57       |
| 6.        | «We're Not Gonna Take It»           | 6:45       |

| 1996 Polydor Reissue | 1996 Polydor Reissue                 | 1996 Polydor Reissue |
| #                    | Назва                                | Тривалість           |
| -------------------- | ------------------------------------ | -------------------- |
| 1.                   | «Overture»                           | 5:21                 |
| 2.                   | «It's a Boy»                         | 0:39                 |
| 3.                   | «1921»                               | 2:50                 |
| 4.                   | «Amazing Journey»                    | 3:25                 |
| 5.                   | «Sparks»                             | 3:47                 |
| 6.                   | «Eyesight to the Blind (The Hawker)» | 2:14                 |
| 7.                   | «Christmas»                          | 4:34                 |
| 8.                   | «Cousin Kevin»                       | 4:07                 |
| 9.                   | «The Acid Queen»                     | 3:35                 |
| 10.                  | «Underture»                          | 10:09                |
| 11.                  | «Do You Think It's Alright?»         | 0:25                 |
| 12.                  | «Fiddle About»                       | 1:30                 |
| 13.                  | «Pinball Wizard»                     | 3:00                 |
| 14.                  | «There's a Doctor»                   | 0:24                 |
| 15.                  | «Go to the Mirror!»                  | 3:50                 |
| 16.                  | «Tommy Can You Hear Me?»             | 1:36                 |
| 17.                  | «Smash the Mirror»                   | 1:35                 |
| 18.                  | «Sensation»                          | 2:27                 |
| 19.                  | «Miracle Cure»                       | 0:12                 |
| 20.                  | «Sally Simpson»                      | 4:12                 |
| 21.                  | «I'm Free»                           | 2:40                 |
| 22.                  | «Welcome»                            | 4:34                 |
| 23.                  | «Tommy's Holiday Camp»               | 0:58                 |
| 24.                  | «We're Not Gonna Take It!»           | 7:08                 |

### Видання Deluxe
У 2003 year Tommy вийшов як гібридний SACD та DVD-Audio.
| 1. «Overture» — 5:21 2. «It's a Boy» — 0:38 3. «1921» — 2:49 4. «Amazing Journey» — 3:25 5. «Sparks» — 3:46 6. «Eyesight to the Blind (The Hawker)» — 2:13 7. «Christmas» — 4:34 8. «Cousin Kevin» — 4:07 9. «Acid Queen» — 3:34 10. «Underture» — 10:09 11. «Do You Think It's Alright?» — 0:24 12. «Fiddle About» — 1:26 13. «Pinball Wizard» — 3:01 14. «There's a Doctor» — 0:23 15. «Go to the Mirror!» — 3:49 16. «Tommy, Can You Hear Me?» — 1:36 17. «Smash the Mirror» — 1:35 18. «Sensation» — 2:27 19. «Miracle Cure» — 0:12 20. «Sally Simpson» — 4:12 21. «I'm Free» — 2:40 22. «Welcome» — 4:34 23. «Tommy's Holiday Camp» — 0:57 24. «We're Not Gonna Take It» — 7:08 | 1. «I Was» (раніше не видавалася) — 0:17 2. «Christmas» (odrzut, раніше не видавалася) — 4:43 3. «Cousin Kevin Model Child» — 1:25 4. «Young Man Blues» (Allison) — 2:51 5. «Tommy Can You Hear Me?» (альтернативна версія, раніше не видавалася) — 1:59 6. «Trying to Get Through» (раніше не видавалася) — 2:51 7. «Sally Simpson» (odrzut, раніше не видавалася) — 4:09 8. «Miss Simpson» (раніше не видавалася) — 4:18 9. «Welcome» (альтернативна версія) — 3:44 10. «Tommy's Holiday Camp» (альтернативна версія, раніше не видавалася) — 1:07 11. «We're Not Gonna Take It» (альтернативна версія, раніше не видавалася) — 6:08 12. «Dogs, Part Two» — 2:26 13. «It's a Boy» (раніше не видавалася) — 0:43 14. «Amazing Journey» (раніше не видавалася) — 3:41 15. «Christmas» — 1:55 16. «Do You Think It's Alright?» (раніше не видавалася) — 0:28 17. «Pinball Wizard» — 3:46 |